# King Gurcharan Mall
Gurcharan Jit Mall (* 8. März 1952 in Hakimpur, Punjab), heute weithin bekannt als King G Mall, ist ein aus Indien stammender Dhol-Spieler und Leiter der Bhangra-Gruppe The Dhol Blasters in Großbritannien.

## Leben und Wirken
Im Alter von 11 Jahren zog Mall nach Birmingham, England.
Er war maßgeblich an der Entstehung der Bhangra-Musikindustrie in der westlichen Welt beteiligt und hat der Bewegung seine Seele gegeben. King G, Vorsitzender und künstlerischer Leiter der Punjabi Music Dance Academy & Music Builds Bridges, unterrichtet seit 1977 Bhangra-Tanz und Dhol-Trommel in Voll- und Teilzeit an Schulen, Hochschulen, Universitäten, Kunstzentren im In- und Ausland. Seit 1984 ist er Vollzeit-Musiker, Musikproduzent, Lehrer, Promoter, künstlerischer Leiter, Manager, Autor, Coach und Choreograph in Bhangra-Musik und -Tanz.
In den 1980er Jahren gründete er The Dhol Blasters, als er Dhol-Spieler der Bhangra-Band Apna Sangeet war.

## Welttournee
King Gurcharan Mall trat unter anderem in Amerika, Australien, Afrika, Österreich, Belgien, Kanada, Dänemark, Frankreich, Finnland, Deutschland, Griechenland, Holland, Italien, Indien, Malaysia, Neuseeland, Portugal, Schweiz, Schweden, Singapur, Spanien und den Azoren auf.

## Weltrekorde
- 314 Dholis, 632 Dholis, 254 Dholis, Non-Stop 42hrs and 53hrs Dholathon, 2552 Bhangra Dancers.

## Fernsehauftritte
- BBC mad about music, Britain’s Got Talent, Goodness Graces Me, Bob Geldof’s “LIVE 8”
- Jim Davidson’s -The Generation Game (2 times), Cilla Black’s – Surprise Surprise
- Opening Ceremony of Commonwealth Games (Manchester), NEWS – BBC, ITV and BBC SKY
- Here & Now Asian tv show, Doordurshan Punjab India, The BBC Pebble Mill Show, Eurovision Song Contest, Blue Peter, Don & Dusti, Laddu & Jalabbi, Bollywood or Bust, Zee TV, BritAsia TV, Pukaar News, Venus TV, Kanshi TV, Akaal Channel, Sikh Channel, KTV, MA TV.

## Auszeichnungen
Lifetime Achievement Award von Britasia TV World Awards, Lifetime Achievement Award von UK Bhangra Awards, Lifetime Contribution to Bhangra and Charities von Ambur Radio, Excellence Award von Global Punjabi Society UK - Bharat Parvasi Divas Award N.R.I India - Glory of India Award, N.R.I - Hind Rattan Award India, House of Commons - Punjabi Cultural award, ITV - Arts Leadership Midlander of the year, Community Excellence Award (BCABA), Best Personality of the Year Award von Asian Pop Awards UK und Best Dholi von Panjabi Academy Leicester.